# Сербиненко Микола Іларіонович
Мико́ла Іларіо́нович Сербине́нко (нар. 1922 — пом. 1981) — радянський військовий льотчик-штурмовик часів Другої світової війни, командир авіаційної ланки 707-го штурмового авіаційного полку (189-а штурмова авіаційна дивізія 10-го штурмового авіаційного корпусу 17-ї повітряної армії), лейтенант. Герой Радянського Союзу (1945).

## Життєпис
Народився 7 листопада 1922 року в селі Савчинському (нині — в межах Близнюківського району Харківської області) в селянській родині. Українець. Закінчив середню школу і аероклуб.
До лав РСЧА призваний 3 вересня 1940 року Близнюківським РВК Харківської області. У 1941 році закінчив Ворошиловградську військову авіаційну школу пілотів. Учасник німецько-радянської війни з вересня 1942 року. Воював на Північно-Західному, Брянському, 2-му та 1-му Прибалтійських і 3-му Українському фронтах. Літав на літаках По-2 та Іл-2.
Командир авіаційної ланки 707-го штурмового авіаційного полку лейтенант М. І. Сербиненко за роки війни здійснив 262 бойових вильоти на бомбардування і штурмовку живої сили, військової техніки і вузлів спротиву супротивника.
Після закінчення війни продовжив військову службу в частинах ВПС СРСР. У 1947 році закінчив Вищу офіцерську школу штурманів ВПС, у 1955 році — Військово-повітряну академію. Член КПРС з 1952 року. У 1960 році підполковник М. І. Сербиненко вийшов у запас.
Мешкав у Мінську (Білорусь), де й помер 9 березня 1981 року. Похований на Східному кладовищі.

## Нагороди
Указом Президії Верховної Ради СРСР від 18 серпня 1945 року «за зразкове виконання бойових завдань командування на фронті боротьби з німецькими загарбниками та виявлені при цьому відвагу і героїзм», лейтенантові Сербиненку Миколі Іларіоновичу присвоєне звання Героя Радянського Союзу з врученням ордена Леніна і медалі «Золота Зірка» (№ 6894).
Також нагороджений трьома орденами Червоного Прапора (29.01.1945, 22.02.1945, 12.05.1945), орденами Вітчизняної війни 1-го (23.02.1944) і 2-го (13.04.1945) ступенів, Червоної Зірки і медалями.